# جوشوا ريغان
جوشوا ريغان (بالإنجليزية: Joshua Reagan)‏ هو متزلج فني أمريكي، ولد في 5 نوفمبر 1989 في دي سوتو في الولايات المتحدة.

## وصلات خارجية
- جوشوا ريغان على موقع الاتحاد الدولي للتزلج (الإنجليزية)
- جوشوا ريغان على موقع الاتحاد الدولي للتزلج (الإنجليزية)
- جوشوا ريغان على موقع الاتحاد الدولي للتزلج (الإنجليزية)